# Лурейські печери
Лурейські печери — карстова печерна система в штаті Вірджинія (США).

## Географія

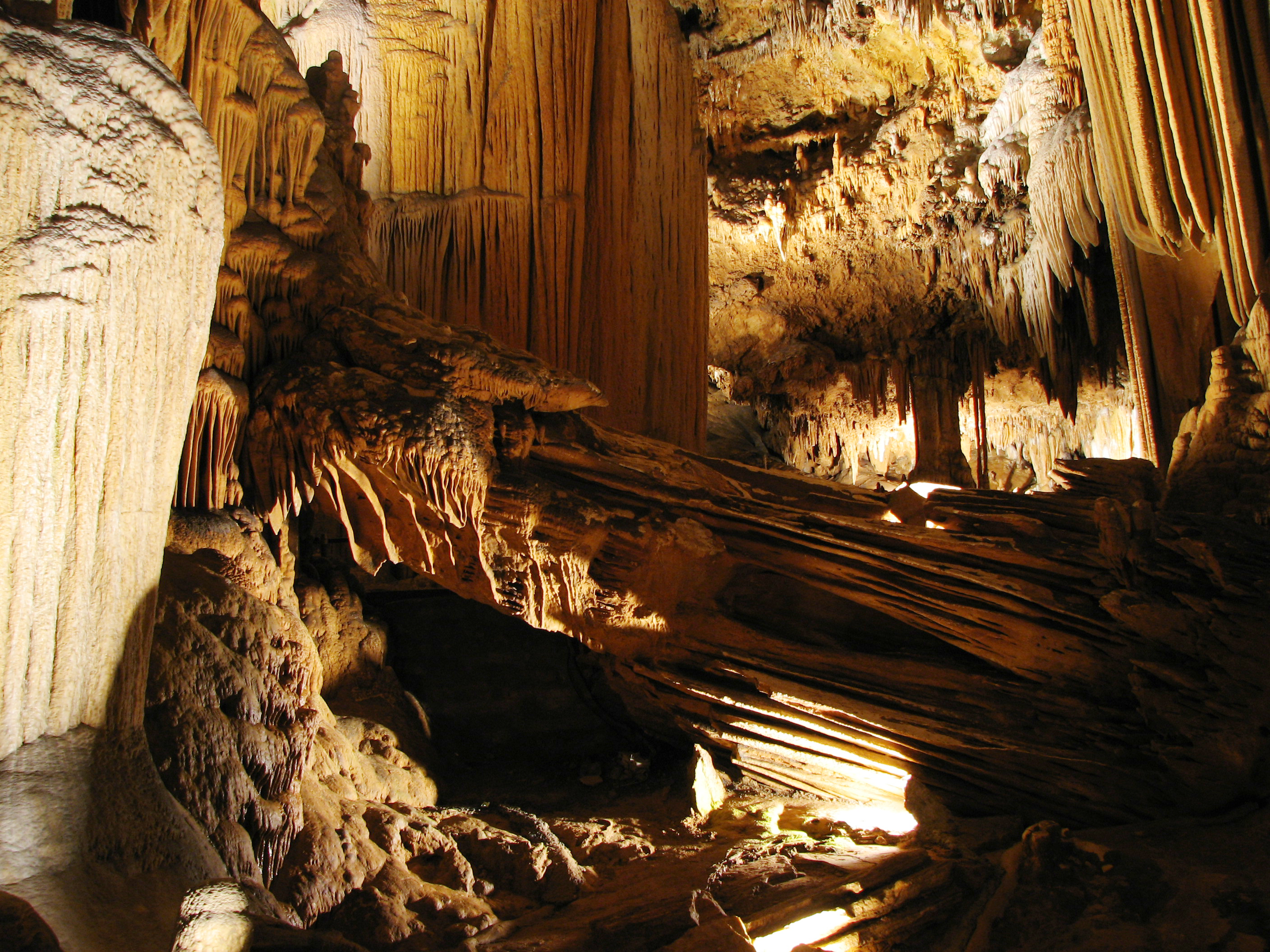

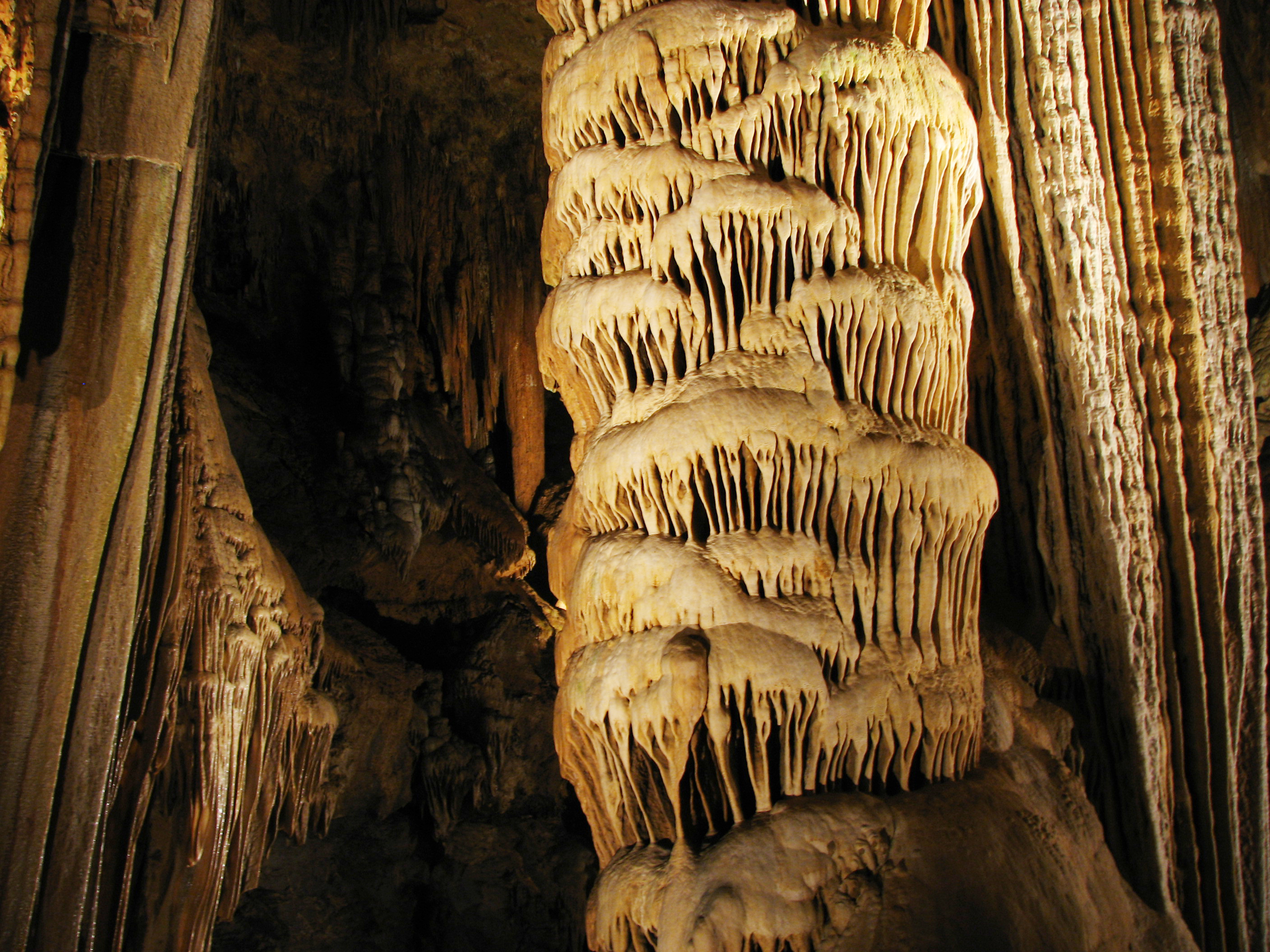

Лурейські печери — сталактитово-сталагмітові утворення яким близько 7 млн років. Вони геологічно активно зростаючі, один кубічний сантиметр відкладень наростає за сім з половиною років. Печери знаходяться в околицях містечка Лурей (англ. Luray).

## Історія
Печери були виявлені 13 серпня 1878. Починаючи з моменту відкриття цих печер, їх постійно відвідують туристи. У 1974 році оголошені природним пам'ятником національного значення.
Є найвідвідуванішими печерами США на схід від Міссісіпі — за рік під землю спускається до півмільйона людей. Лурейські печери в Америці зараховують до комерційних, що приносить значний прибуток.